# Zhang Chunyu
Zhang Chunyu (chinesisch 张春雨; * 5. März 1998 in Siping, Provinz Jilin) ist ein chinesischer Biathlet und vormaliger Skilangläufer. Er nahm an den Olympischen Spielen 2022 teil.

## Sportliche Laufbahn
Zhang Chunyus erste internationale Auftritte erfolgten im November 2017 bei zahlreichen FIS-Rennen im Skilanglauf, bestes Ergebnis wurde kurz darauf ein 16. Rang über 15 km Freistil in Ruka. Anfang 2018 bestritt der Chinese, außerhalb der Wertung laufend, die nationalen Meisterschaften in Estland und Lettland und erzielte als bestes Resultat einen vierten Rang im 10-Kilometer-Wettkampf in Madona. Seine letzten Auftritte im FIS-Bereich erfolgten bei den U-23-Langlaufweltmeisterschaften 2018 im Goms, Zhang errang als beste Position Platz 59 über 10 Kilometer im klassischen Stil.
Die ersten Wettkämpfe im Biathlon bestritt Zhang erst zu Beginn des Winters 2021/22, zunächst im IBU-Cup, nach einem dort erzielten 38. Rang auch im Weltcup, in welchem er die restliche Saison bestritt. In Oberhof wurde der Chinese mit der Mixedstaffel 12. und wurde daraufhin in seinem Debütjahr für die Olympischen Spiele in seinem Heimatland nominiert. Die Einzelrennen schloss er auf den Rängen 92 und 76 ab, mit der Männerstaffel ging es auf Platz 16. Im Winter 2022/23 bestritt Zhang ausschließlich die Weltmeisterschaften in Oberhof, mangels guter Schieß- und Laufstatistiken resultierten ähnliche Ergebnisse wie bei den Olympischen Spielen. Seither hat er an keinem offiziellen Wettkampf teilgenommen.

## Statistiken

### Weltcupplatzierungen
Die Tabelle zeigt alle Platzierungen (je nach Austragungsjahr einschließlich Olympische Spiele und Weltmeisterschaften).
- 1.–3. Platz: Anzahl der Podiumsplatzierungen
- Top 10: Anzahl der Platzierungen unter den ersten zehn (einschließlich Podium)
- Punkteränge: Anzahl der Platzierungen innerhalb der Punkteränge (einschließlich Podium und Top 10)
- Starts: Anzahl gelaufener Rennen in der jeweiligen Disziplin
- Staffel: inklusive Mixed- und Single-Mixed-Staffeln

| Platzierung               | Einzel | Sprint | Verfolgung | Massenstart | Staffel | Gesamt |
| ------------------------- | ------ | ------ | ---------- | ----------- | ------- | ------ |
| 1. Platz                  |        |        |            |             |         |        |
| 2. Platz                  |        |        |            |             |         |        |
| 3. Platz                  |        |        |            |             |         |        |
| Top 10                    |        |        |            |             |         |        |
| Punkteränge               |        |        |            |             | 4       | 4      |
| Starts                    |        | 5      |            |             | 4       | 9      |
| Stand: Saisonende 2022/23 |        |        |            |             |         |        |

### Olympische Winterspiele
Ergebnisse bei Olympischen Winterspielen:
|                                        | Einzelwettbewerbe | Einzelwettbewerbe | Einzelwettbewerbe | Einzelwettbewerbe | Staffelwettbewerbe | Staffelwettbewerbe |
| Einzel                                 | Sprint            | Verfolgung        | Massenstart       | Herrenstaffel     | Mixedstaffel       |                    |
| -------------------------------------- | ----------------- | ----------------- | ----------------- | ----------------- | ------------------ | ------------------ |
| Olympische Winterspiele 2022 \| Peking | 92.               | 76.               | –                 | –                 | 16.                | –                  |

### Biathlon-Weltmeisterschaften
Ergebnisse bei den Weltmeisterschaften:
| Weltmeisterschaften | Weltmeisterschaften | Einzelwettbewerbe | Einzelwettbewerbe | Einzelwettbewerbe | Einzelwettbewerbe | Staffelwettbewerbe | Staffelwettbewerbe | Staffelwettbewerbe |
| Jahr                | Ort                 | Einzel            | Sprint            | Verfolgung        | Massenstart       | Herrenstaffel      | Mixedstaffel       | S.-M.-Staffel      |
| ------------------- | ------------------- | ----------------- | ----------------- | ----------------- | ----------------- | ------------------ | ------------------ | ------------------ |
| 2023                | Oberhof             | 91.               | 100.              | –                 | –                 | –                  | 24.                | –                  |